# Jean-Denis Barbié du Bocage

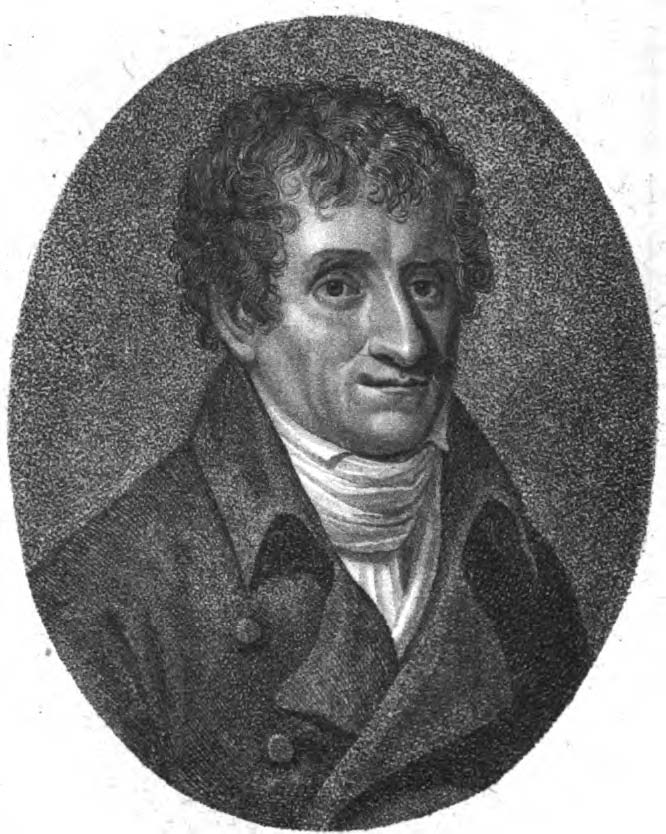
Jean-Denis Barbié du Bocage

Jean-Denis Barbié du Bocage (* 28. April 1760 in Paris; † 28. Dezember 1825 ebenda) war ein französischer Geograph und Kartograph.

## Leben
Jean-Denis Barbié du Bocage war Schüler des Collège Mazarin und d’Anvilles. Er wurde unter Ludwig XVI. 1780 als Geograph beim Außenministerium, 1785 beim königlichen Medaillenkabinett angestellt und nach Ausbruch der Französischen Revolution 1792 Aufseher der Kartensammlung bei der königlichen Bibliothek. 1793 eingekerkert, kam er durch die Entschlossenheit seiner Gattin frei. Unter dem Direktorium wurde er 1797 Mitglied des Rats des Geographischen Büros beim Innenministerium und nach der Machtübernahme Napoleons 1802 Geograph beim Kriegsministeriums sowie 1803 beim Departement des Auswärtigen. Seit 1806 war er Mitglied der Académie des Inscriptions et Belles-Lettres, seit 1808 auswärtiges Mitglied der Göttinger Akademie der Wissenschaften und seit 1809 der Königlich Niederländischen Akademie der Wissenschaften. 1809 wurde er Professor für alte und neue Geographie an der Faculté de lettres zu Paris und 1821 einer der Stifter der Geographischen Gesellschaft. Er starb am 28. Dezember 1825 im Alter von 65 Jahren in Paris und wurde auf dem Friedhof Père-Lachaise beigesetzt.
Seinen Ruhm begründete Barbié du Bocage durch seinen zu Barthélemys Voyage du jeune Anacharsis gelieferten Atlas (Paris 1788–89; neue Ausgabe 1799), dem andere Kartenwerke folgten, so zum Beispiel zum von Xenophon geschilderten Rückzug der zehntausend Griechen für Fortias Mélanges de géographie, ferner Cartes de marches d’Alexandre et analyse, plan  de Tyr, de Thèbes en Béotie, essai sur la topographie de cette ville für Sainte-Croix’ Examen critique des historiens d'Alexandre le grand u. a.

## Weitere Werke
- Cartes et notices pour le Mémoire de M. de Sainte-Croix, sur le cours de l’Araxe et du Cyrus, essai sur la bataille de Cunaxa, avec un plan
- Notice sur la vie et les ouvrages de d’Anville, Paris 1802
- Divers plans, carte de la Grèce moderne, pour le voyage de M. Pouqueville en Morée …
- Carte de la navigation intérieure d’une partie de la Russie européenne, Paris 1805
- Traduction des voyages de Chandler dans l’Asie-Mineure, 3 Bde., Paris 1806
- Plans d’une partie de l’île de Cerigo, de l’île de Tine, für Castellans und Zalonys Reise
- Carte générale de la Grèce, Paris 1810
- L’Hellespont et l’île de Lesbos, für Gails Thucydides
- Partie septentrionale de l’Inde pour les Indiques d’Arrien
- Précis de géographie ancienne, zu John Pinkertons und C. A. Walckenaers Abriss der modernen Geographie (Abrégé de géographie moderne, 1811) gehörig
- Cartes historiques de l’état de l’Inde en 1605, en 1707, en 1812, für Langlès’ Monuments de l’Hindoustan
- Mémoires sur Aenoé, Phylé et Eleutheres, für John Spencer Stanhopes Topographie der Schlacht von Plataiai
- Plans topographiques et itinéraires de Constantinople, du Bosphore …, für Mellings Voyage pittoresque de Constantinople
- Pläne und Karten für Choiseul-Gouffiers Voyage pittoresque de la Grèce

## Nachkommen
Barbié du Bocages älterer Sohn, Jean Guillaume (* 1793; † 1843), Chef des topographischen Büros und Professor bei der Fakultät der Wissenschaften an der Akademie zu Paris, war ebenfalls durch mehrere Abhandlungen und Karten als tüchtiger Geograph bekannt. Der jüngere Sohn, Alexandre François (* 14. September 1798; † 25. Februar 1835), Verfasser des Traité de géographie général (Paris 1832) und der Sainte Bible en latin et en français, suivie d’un dictionnaire étymologique, géographique, et archéologique (Paris 1828–34), wurde Professor der Geographie an der Faculté des lettres in Paris. Alexandre François’ Sohn Victor Amédée (* 28. Januar 1832; † 11. Oktober 1890) war Sekretär der Geographischen Gesellschaft zu Paris, auch als Fachschriftsteller bekannt.